# باشگاه فوتبال شایربروک تاون
باشگاه فوتبال شایربروک تاون (به انگلیسی: Shirebrook Town Football Club) یک باشگاه فوتبال در شهر شایربروک، کشور انگلستان است که در سال ۱۹۸۵ میلادی تأسیس شده‌است.